# Waleri Alexejewitsch Kalatschichin
Waleri Alexejewitsch Kalatschichin (russisch Валерий Алексеевич Калачихин; * 20. Mai 1939 im Sowchos „Wtoraja Pjatiletka“, Region Krasnodar; † 27. November 2014 in Rostow am Don) war ein russisch-sowjetischer Volleyballspieler.

## Leben
Kalatschichin spielte von 1963 bis 1964 in der Sowjetischen Volleyballnationalmannschaft. Bei den Olympischen Sommerspielen 1964 in Tokio wurde er Olympiasieger. Eine Bronzemedaille errang er bei der Europameisterschaft 1963 in Rumänien. Er spielte für die Mannschaften VS Rostow am Don, Burewestnik Rostow am Don und SKA Rostow am Don. Als Mitglied der Auswahlmannschaft der Russischen Sozialistischen Föderativen Sowjetrepublik belegte er 1963 bei der UdSSR-Meisterschaft sowie bei der Spartakiade der Völker der UdSSR im Volleyball den zweiten Platz.
Nach Beendigung seiner Karriere 1969 arbeitete er als Trainer für die Volleyballmannschaft von SKA (Rostow am Don). Außerdem trainierte er die Volleyball-Nationalmannschaften Vietnams und Madagaskars.

## Auszeichnungen
- Verdienter Meister des Sports der UdSSR 1990
- Ehrenabzeichen „Für Verdienste in der Sportförderung“ 2000[4]